# Ronald Lauder
 Ronald Steven Lauder (New York, 1944. február 26. –) amerikai üzletember, műgyűjtő és politikai aktivista. Az Estée Lauder Companies örököse és a Zsidó Világkongresszus elnöke.

## Gyermekkora és tanulmányai
Ronald Lauder New Yorkban született egy zsidó családban, Estée Lauder és Joseph Lauder, az Estée Lauder Companies alapítóinak fiaként. Bátyja, Leonard Lauder, az Estée Lauder Companies igazgatóságának elnöke.
Középiskolai tanulmányait a Bronx High School of Science-ben végezte, majd a pennsylvaniai Wharton Business Schoolban szerzett diplomát. Ezt követően tanult a Párizsi Egyetemen, és a Brüsszeli Szabadegyetemen nemzetközi üzleti képesítést szerzett.

## Karrier
Lauder 1964-ben kezdett dolgozni az Estée Lauder Companynál. 1984-ben az Egyesült Államok NATO- és Európai ügyekért felelős államtitkár-helyettese lett a védelmi minisztériumban.
1986-ban Ronald Reagan kinevezte őt az Amerikai Egyesült Államok ausztriai nagykövetévé, mely pozíciót 1987-ig töltötte be. Nagykövetként elbocsátotta Felix Bloch diplomáciai tisztet, aki később a Robert Hanssen kémügy kapcsán vált ismertté.
1989-ben republikánusként szeretett volna elindulni New York polgármesteri címéért, ám az előválasztáson vesztett Rudy Giulianival szemben. Michael Massing amerikai író azt írta a jelölési versenyről, hogy politikailag Lauder „másképp gondolkodott a legtöbb amerikai zsidónál; ... Rudolph Giulianitól jobbra állt. Az Izraelt érintő kérdésekben pedig a Likud hangos támogatója volt, s már hosszú ideje kapcsolatban állt Benjamin Netanjahúval."
1998-ban Benjamin Netanjáhú izraeli miniszterelnök felkérte Laudert, hogy kezdjen tárgyalásokat Háfez el-Aszad szíriai vezetővel; s ezek a tárgyalások Ehúd Bárák miniszterelnöksége alatt is folytatódtak. Aszad hajlandónak mutatkozott kompromisszum kötésérére. Az "Izrael és Szíria közötti békeszerződés" tervezete fontos részét képezte volna a palesztinokkal való megállapodásnak, ám az izraeli-szíriai tárgyalások, amik 2000 januárjában a nyugat-virginiai Shepherdstownban folytak, végül nem vezettek eredményre.
Lauder ezentúl menedzseli az ingatlan- és médiaberuházásait, s részt vesz a Central European Media Enterprises irányításában, valamint résztulajdonosa egy izraelita televíziós csatornának. 2010-ben megalapította a RWL Water, LLC-t.

## Polgári és filantróp tevékenység
Lauder aktívan részt vesz számos civil szervezet munkájában, mint a Főbb Amerikai Zsidó Szervezetek Elnökeinek Konferenciája, a Zsidó Nemzeti Alap, a Zsidó Világkongresszus, az Amerikai Zsidó Közös Segélyszervezet, a Rágalmazásellenes Liga Alapítvány, a Zsidó Teológiai Szeminárium, a Brandeis Egyetem és az Ábrahám Alap. Testvérével megalapította a Lauder Intézetet a Wharton School-ban. A New York-i Republikánus Állami Bizottság pénzügyi elnökeként is dolgozott.
2003-ban megalapította és elnöke lett a bécsi Lauder Business Schoolnak.
Lauder vezette a New York-i Városi Tanácsban az újraválaszthatósági korlátozás bevezetését célzó mozgalmat, amelyet később a legtöbb NYC-ben megválasztott tisztségviselőre, köztük a polgármesterre és a Városi Tanácsra is kivetettek, miután 1993-ban városszerte népszavazást tartottak a kérdésben. 1996-ban a választók elutasították a tanács javaslatát a korlátozás lazítására. Lauder 4 millió dollárt költött a két népszavazásra.

### Művészet
2001. november 16-án New Yorkban megnyitotta a Neue Galeriet, egy művészeti múzeumot, a Metropolitan Művészeti Múzeummal szemben. A Neue Galeriet a 20. század eleji német és osztrák művészetnek szentelte. Itt található Egon Schiele műveinek egyik leggazdagabb gyűjteménye a világon.
2006. június 18-án megvásárolta Maria Altmanntól és családjától Gustav Klimt I. Adele Bloch-Bauer portréja című festményét 135 millió dollárért, ami akkoriban a legmagasabb ár volt, amit egy festményért fizettek. Lauder "A mi Mona Lisánk"-nak nevezte a festményt. Állítólag fiatalon látta Klimt portréját Bécsben, és attól kezdve csodálattal tekintett rá. A nácik által eltulajdonított festmény, amelyért az osztrák kormánnyal évekig tartó tárgyalásokat és pereskedést folytattak, ma a múzeum gyűjteményének központi darabja.
Lauder tulajdonát képezi a világ legnagyobb középkori és reneszánsz páncélgyűjteménye is.
Lauder számos esetben hozzájárult a náci korszak alatt "elveszett" művészeti alkotások visszaszerzéséhez. Kritizálták viszont amiatt, mert 1997-ben a Modern Művészetek Múzeumában (MoMA) a Rudolph Leopold bécsi orvos és műgyűjtő tulajdonában lévő festményeket állított ki. A The New York Times 1997. december 24-i oknyomozó cikke - "A Singular Passion for Amassing Art, One Way or Another" - Egon Schiele Wally portréja című képével kapcsolatos esetet vázolta fel, amely a MoMA kiállításon szerepelt, de Leopold nem sokkal a náci korszak után szerezte. A New York-i megyei ügyész (Manhattan) közreműködött, hogy visszajuttassák a képet eredeti tulajdonosának leszármazottjaihoz, de a festmény tulajdonjoga továbbra is vitatott, mintegy tíz évvel később. Laudert azzal vádolták, hogy nem segítette az ügyet, annak ellenére, hogy akkor a MoMA elnöke volt.
Lauder a World Monuments Fund tiszteletbeli megbízottja, amely egy New York-i székhelyű nonprofit szervezet. Céljuk a világ különböző részein megtalálható veszélyeztetett kulturális örökségi helyszínek védelme.

### Ronald S. Lauder Alapítvány
1987-ben Lauder létrehozta a Ronald S. Lauder Alapítványt, amely egy jótékonysági szervezet és a közép- és kelet-európai zsidó élet újjáépítésével foglalkozik. Az alapítvány diákcsere programokat is támogat New York és különböző közép- és kelet-európai fővárosok között.

### Alzheimer-kutatás
1998-ban testvérével, Leonard A. Lauderrel közösen létrehozta az Alzheimer Drug Discovery Alapítványt. Az alapítvány célja, hogy "felgyorsítsa az Alzheimer-kór megelőzésére, kezelésére és gyógyítására szolgáló gyógyszerek fejlesztését és kutatását". Ronald az Alapítvány társelnöke.

### A Zsidó Világkongresszus elnöke

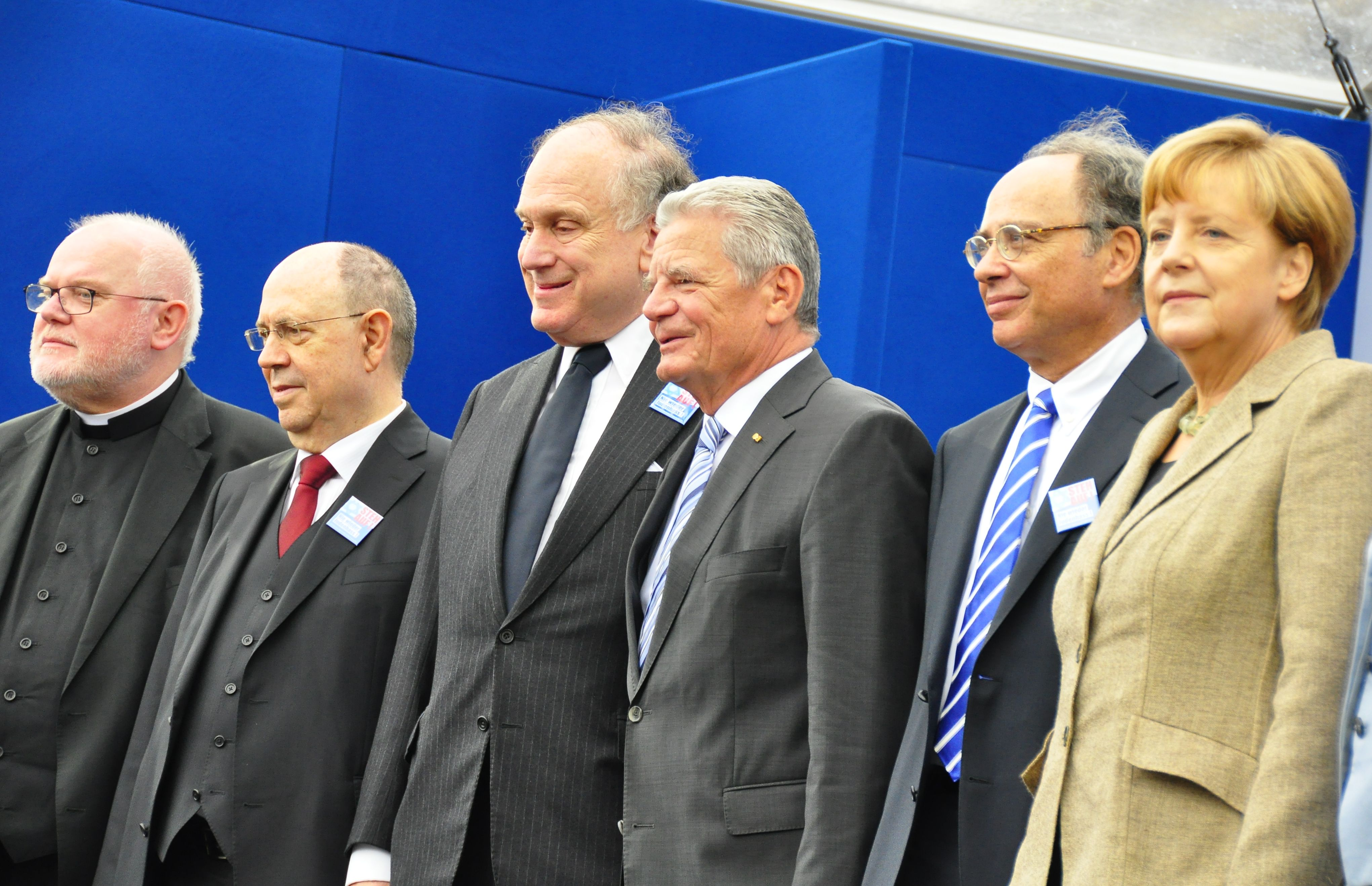
Lauder német vezetőkkel az antiszemitizmus elleni tüntetésen Berlinben, 2014. szeptember 14-én. Balról jobbra: Reinhard Marx bíboros, Nikolaus Schneider protestáns egyházi vezető, Ronald S. Lauder, Joachim Gauck német szövetségi elnök, Dieter Graumann, a Németországi Zsidók Központi Tanácsának elnöke és Angela Merkel német kancellár.

Laudert 2007. június 10-én a Zsidó Világkongresszus elnökévé választották Edgar Bronfman Sr. lemondását követően. Egyértelmű különbséggel verte Mendel Kaplan dél-afrikai üzletembert és az izraeli Einat Wilfet. A nemzetközi zsidó ernyőszervezet vezetőjeként számos állam- és kormányfővel találkozott, köztük Angela Merkel német kancellárral, XVI. Benedek pápával, Giorgio Napolitano olasz államfővel, Alfred Gusenbauer osztrák kancellárral, Václav Klaus cseh elnökkel,Gyurcsány Ferenc miniszterelnökkel, Abdullah szaúdi királlyal,Abdullah jordán királlyal, Pascal Couchepin svájci elnökkel, Hugo Chávez venezuelai és Enrique Peña Nieto mexikói elnökökkel.
George W. Bush amerikai elnök beválasztotta abba a tiszteletbeli delegációba, amely 2008 májusában Jeruzsálembe kísérte őt Izrael megalapításának 60. évfordulójának megünneplésére.
Lauder elítélte a mianmari rohingya muszlimok üldöztetését  Egy nyilatkozatában kijelentette, hogy "a Zsidó Világkongresszust rendkívül aggasztja a mianmari rohingya kisebbség helyzete, amely évek óta nagyfokú üldöztetéstől szenved a regnáló katonai kormány alatt, és csak az elmúlt két hétben százezrek kényszerültek elmenekülni."

### Zsidó aktivizmus
2009 júliusában felszólította Bernie Ecclestone-t, hogy mondjon le a Formula–1 irányításáról, miután egy újságinterjúban megdicsérte Adolf Hitlert és azt mondta, hogy Hitler legalább "megtett dolgokat". Lauder szerint nem szabad engedni, hogy valaki, aki olyan nézeteket vall, mint Ecclestone egy ilyen fontos és népszerű versenysorozatot vezessen. Felszólította a Formula–1-es csapatokat, a pilótákat és a versenyfutamoknak otthont adó országokat, hogy függesszék fel vele az együttműködést. Válaszul Ecclestone azt mondta az AP hírügynökségnek, hogy "azt hiszem, azok az emberek, akik ezt mondják, nincsenek kellő hatalom birtokában ilyen dolgokhoz". Arra a kérdésre, hogy a Zsidó Világkongresszus befolyásos-e, Ecclestone azt mondta: "kár, hogy nem tették rendbe a bankok ügyeit" és "mindenhol nagy befolyással rendelkeznek". A nyilvános felzúdulás után Ecclestone bocsánatot kért megjegyzéseiért és közölte, hogy "idióta volt".
2009 decemberében Lauder tiltakozott a Római Kúria rendelete ellen, amely elismerte XII. Pius pápa hősi erényeit, és azt állította, hogy egy esetleges boldoggá avatása alkalmatlan mindaddig, amíg a Szentszék nem hozza nyilvánosságra az 1939 és 1945 közötti időszak alatt keletkezett dokumentumokat.
2011-ben a Die Welt német újságban felhívást tett közzé, hogy Izraelt vegyék fel a NATO nyugati védelmi szövetségébe: "Izraelnek valódi garanciákra van szüksége a biztonsága érdekében. Az európai NATO-tagállamoknak - köztük Törökországnak - fel kell venniük Izraelt a nyugati szövetségbe"- írta a WJC elnökeként. Cikkében az egyiptomi és tunéziai felkelésekre hivatkozott és azt állította, hogy ezek emlékeztetnek rá, mennyire kiszámíthatatlanok a közel-keleti fejlemények. Az izraeli NATO-tagság "erős jelzést küldene más országoknak, hogy ne fenyegessék Izrael államot" - érvelt Lauder.

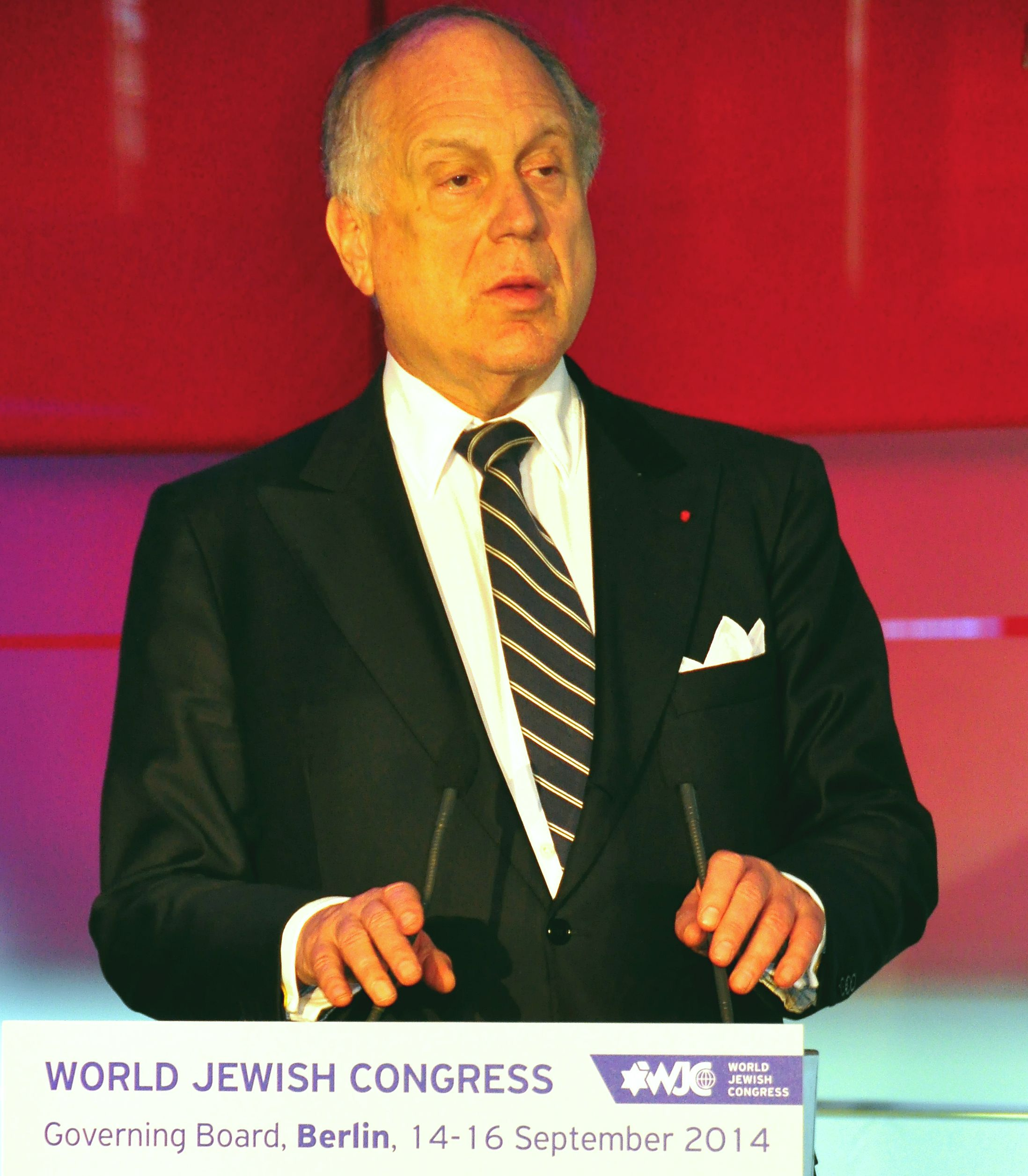
Lauder beszédet mond a Zsidó Világkongresszus berlini ülésén

Lauder küzd az antiszemitizmus ellen. A "Svédország szégyene" címmel megjelent véleménycikkében hevesen támadta a svéd kormányt, az egyház tisztviselőit és a médiát, amiért "legyezik a gyűlölet lángjait" a zsidókkal szemben.
2012 májusában Lauder "aljasnak" minősítette Johan Galtung norvég szociológus kijelentéseit, aki "újjáélesztett olyan kacsahíreket, melyek szerint a zsidók kontrollálják a médiát", és aki azt állította, hogy az izraeli Moszad állhatott a 2011-es norvégiai mészárlások mögött, mely során Anders Breivik 77 emberrel végzett. Lauder kijelentette: "Egyre inkább a zsidókat okolják minden rosszért, ami történik. Botrány, hogy olyan vezető akadémikusok, mint Galtung, nem riadnak vissza olyan hírhedt hamisítványokból idézni, mint a Cion bölcseinek jegyzőkönyvei, hogy alátámasszák bigott érveiket".
2012 augusztusában bírálta az osztrák politikusokat, mert nem léptek fel határozottan az ország harmadik legnagyobb politikai pártjának, az FPÖ vezetője, Heinz-Christian Strache ellen, aki antiszemita rajzfilmet tett közzé Facebook oldalán. "Nyilvánvaló, és nem az első alkalom, hogy az FPÖ vezetője antiszemita nézeteket terjeszt. Ismételt tagadásai nem hihetőek, mert szavai és tettei önmagukért beszélnek"- mondta Ronald Lauder közleményében, hozzátéve:" Ez a botrány azt mutatja, hogy a zsidóellenes vélekedés még mindig elterjedt, és a gátlástalan politikusok megengedik, hogy választási célokra használják fel. Ez elgondolkodtató, és negatív következményekkel járhat az osztrák zsidókra nézve."
Lauder határozottan bírálta az európai energetikai cégek Iránnal kötött üzleti megállapodásait, és szigorúbb ENSZ-szankciókat szorgalmazott Teherán Izrael elleni fenyegetése és nukleáris programja miatt. 2008 áprilisában bírálta Micheline Calmy-Rey svájci külügyminiszter teheráni látogatását, mely során találkozott Mahmud Ahmadinezsád iráni elnökkel, hogy az segítsen egy svájci cégnek több milliárd dolláros szerződést kötni, hogy földgázt vásároljon Iránból. Lauder egy berni sajtótájékoztatón elmondta: "Lehet, hogy azt a pénzt, amelyet Svájc fizet Iránnak, valamikor arra használják majd, hogy fegyvereket vásároljanak izraeliek meggyilkolására, vagy amerikaiak megölésére, vagy rakétákat vásároljanak atomfegyverek eljuttatására." Lauder diplomáciai erőfeszítéseket is tett európai vállalkozások meggyőzésére, hogy vonuljanak ki Iránból. 2010 januárjában melegen üdvözölte Peter Löscher, a Siemens vezérigazgatójának bejelentését, miszerint cége nem keres új üzletet Iránban.
Mateusz Morawiecki lengyel miniszterelnök 2018 februárjában kijelentette, hogy  a holokauszt során "voltak zsidó elkövetők" is, és "nemcsak német elkövetők". Lauder antiszemitának nevezte Morawiecki megjegyzését, mondván: "[Morawiecki] lengyel miniszterelnök megdöbbentő tudatlanságot tanúsított azzal a meggondolatlan állításával, miszerint az úgynevezett "zsidó elkövetők” részben felelősek a náci német kísérletért az európai zsidóság megsemmisítésére... Ez a kormány semmitől se riad vissza, hogy felmentse honfitársait és tagadja bűnrészességüket szomszédaik meggyilkolása miatt. Ez nem más, mint a történelem meghamisításának kísérlete, amely az antiszemitizmus és a holokauszt egyik legrosszabb formája. Követeljük a lengyel kormánytól az abszurd és sértő megjegyzések azonnali visszavonását és a bocsánatkérést."

2018. április 19-én Ronald Lauder nemzetközi vendégekkel együtt részt vett a varsói gettófelkelés 75. évfordulója alkalmából rendezett megemlékezésen. Hosszú beszédet intézett a varsói Gettó Hőseinek emlékműve előtt, és ezeket mondta: 
 Itt állunk, az egykori varsói gettó területén, 120 cm-rel magasabban az akkori talajszintnél, a hősök maradványai, csontjai és testei felett. Ez szent föld. Ma itt mindannyian példaként tekinthetünk ezekre a bátor, fiatal varsói gettólázadókra, ha kihívással kerülünk szembe. Meg kell tanulnunk erősnek és bátornak lenni. S tudom, hogy képesek vagyunk rá. Azt is tudjuk, hogy a haláltáborokat német fegyveres erők hozták létre és működtették. Zsidókat, keresztényeket és másokat gyilkoltak meg bennük. Európában és Lengyelországban is voltak olyan bátor nem zsidó származású emberek (Világ Igazai), akik életüket kockáztatva zsidó életeket mentettek, és olyan emberek is voltak, akik elárulták a zsidókat és megszerezték javaikat. Varsóban írtak még egy fejezetet a nagy hősiességről, erről szintén meg kell emlékeznünk. Alig egy évvel azután, hogy lengyel zsidók kis csoportja fellázadt a németek ellen (varsói gettófelkelés, 1943], az egész lengyel földalatti hadsereg harcolt a nácikkal a világ egyik legbrutálisabb csatájában [1944-es varsói felkelés  lengyelek irányításával, olyan neves zsidó résztvevőkkel, mint Marek Edelman), és ezeket a nagy harcosokat is tisztelnünk kell. Isten áldja meg a bátor lengyel zsidók emlékét, akik itt, a varsói gettóban harcoltak és haltak meg. Isten áldja az itt harcoló és meghalt bátor lengyel katolikusok emlékét. Isten áldja meg az összes zsidó és lengyel embert világszerte. Együtt fogunk harcolni minden elnyomó ellen, aki el akarja pusztítani a világunkat. Isten áldja Lengyelországot! 
 2019-ben Lauder elindította az Antisemitism Accountability Project (ASAP) nevű szervezetet, hogy elősegítse a harcot azon szövetségi, állami és helyi jelöltek ellen, akik támogatják vagy elfogadják az antiszemitizmust.

### A konzervatív külpolitika támogatása
2018-ban az OpenSecrets arról számolt be, hogy Lauder 1,1 millió dollárt ajánlott fel a Secure America Now-nak. A szervezet elkötelezte magát amellett, hogy az amerikai közvéleményt felvilágosítsa Irán nukleáris felfegyverkezéséről és a radikális iszlám Amerikára jelentett veszélyeiről.

### A republikánus párt támogatása
Lauder régóta a Republikánus Párt támogatója. 2016 óta több mint 1,6 millió dollárt ajánlott fel Donald Trumphoz kötődő szervezeteknek.

## Izraeli tevékenységei
Lauder többször is kiállt Izrael védelmében, és Benjamin Netanjáhú miniszterelnök szövetségesének tekinthető. 2012 májusában "megdöbbenéssel" reagált Eamon Gilmore-nak, Írország miniszterelnök-helyettesének és külügyminiszterének javaslatára, hogy az Európai Unió egész területére kiterjedő behozatali tilalmat vezessenek be a ciszjordániai izraeli telepeken készült termékekre, amelyek Gilmore szerint "illegálisak" és "lehetetlenné" teszik a békét Izrael és a palesztinok között. Lauder elmondta, hogy "az ilyen bojkottfelhívások cinikusak és képmutatóak. Szerinte Gilmore a Közel-Kelet egyetlen liberális demokráciáját veszi célba, miközben hallgat azokról, akik valóban bosszúságot okoznak a régióban: az Aszadokról, Ahmadinezsádokról és szövetségeseikről, a Hezbollahról és a Hamászról." Hozzátette, hogy "Ciszjordánia területei jogilag vitatottak, és nem illegálisan foglalták el".
A Zsidó Parlamenti Képviselők Nemzetközi Tanácsának 2011. június 28-ai ülésén tett felszólalásában Lauder állítólag számos tévedése miatt kritizálta Benjamin Netanyáhú izraeli miniszterelnököt, többek között amiatt, hogy hiányzott a diplomáciai terv a palesztin államiságról szóló, szeptemberi ENSZ-szavazáson, és előfeltételeket szabott az izraeli–palesztin békefolyamat tárgyalásaihoz, a Háárec izraeli napilap értesülése szerint. 2012 júniusában, Benjamin Netanjáhú izraeli miniszterelnök, a Bar-Ilan Egyetemen tartott beszédének harmadik évfordulóján Lauder teljes oldalas hirdetést tett közzé a The Wall Street Journalban és más újságokban, amelyben felszólította Mahmúd Abbász palesztin elnököt, hogy térjen vissza a tárgyalóasztalhoz. "Fogadja el a felkérést, Abbász elnök. Két félre van szükség a béke megkötéséhez" - írta Lauder.

## Channel 10
Lauder számos nagy médiaügyletben vett részt Izraelben, többek között tulajdonrészt vásárolt a Channel 10 izraeli kereskedelmi csatornában.
2011 szeptemberében az izraeli média közzétette azokat a beszámolókat, amelyek szerint Lauder erős nyomást gyakorolt a csatorna vezetőire, hogy bocsánatot kérjenek a 2011 januárjában sugárzott adás miatt, amiben Sheldon Adelson üzletemberről azt állították, hogy politikai kapcsolatai révén jutott Las Vegas-i kaszinóengedélyhez. A bocsánatkérés így hangzott: "Az adás közvetítése után ellenőriztük a vádakat. Ellenőrzéseink során kiderült, hogy a vádak teljesen alaptalanok és valótlanok voltak... Nagyon sajnáljuk, hogy nem ellenőriztük ezeket a állításokat, mielőtt adásba kerültek volna." A bocsánatkérés formájának erőltetése miatt a csatorna hírfőnöke, Reudor Benziman, a hírszerkesztő, Ruti Yuval és a műsorvezető, Guy Zohar (aki a 10-es csatorna egy másik pozíciójában folytatta) lemondott.

## Az osztrák zsidó közösség vezetőjének vádjai
Az Israelitische Kultusgemeinde Wien (Bécsi Izraelita Közösség) kitiltotta Laudert, mert állítólag beleavatkozott a testületi választásokba. Oskar Deutsch, az IKG elnöke azt állította, hogy Lauder ösztönzőket ajánlott fel az IKG tagjainak egy másik jelölt támogatására. Lauder szóvivője cáfolta a vádakat. 2013 januárjában arról számoltak be, hogy Deutsch és Lauder rendezték vitájukat.

## Lakhelyei
2007-ben a The New Yorker magazinban részletezték lakóhelyeit, köztük három manhattani ingatlant – egy sorház az East 70th Street-en, egy sorház (amelyet Philip Johnson tervezett) az East 52nd Street-en, valamint egy lakás a 740 Park Avenue-n. További ingatlanjai vannak Floridában, Londonban, Párizsban és Wainscottban (Long Island).

## Magánélete
Lauder felesége Jo Carole (Knopf) Lauder. Két gyermekük van, Aerin és Jane.
Lauder lánya, Jane házasságra lépett Kevin Warsh-sal, a Federal Reserve Board of Governors korábbi tagjával.

## Kitüntetései
- 2011: Andrew Carnegie Medal of Philanthropy[51]
- 2018: Andrej Sheptytsky Medal [52]
- 2018: Harvey-díj, 2019-ben kitüntetve[53]

## További irodalom
- Lauder, RS. Fighting Violent Crime in America. Dodd Mead (April 1985).
- Anne-Marie O'Connor. The Lady in Gold: The Extraordinary Tale of Gustav Klimt's Masterpiece, Portrait of Adele Bloch-Bauer. Alfred A. Knopf, New York 2012.

## Külső hivatkozások
- World Jewish Congress
- Lauder Institute
- President Ronald S. Lauder of the World Jewish Congress, elected June 2007
- Profile at Central European Media Enterprises
- RWL Water Group
- Profile at Forbes
- Appearances on C-SPAN
- Ronald Lauder on Charlie Rose
- Ronald Lauder on IMDb
- Works by or about Ronald Lauder Archiválva 2021. február 3-i dátummal a Wayback Machine-ben in libraries (WorldCat catalog)
- Ronald Lauder collected news and commentary. The New York Times
- Ronald Lauder collected news and coverage at The New York Observer
- Ronald Lauder collected news and commentary at The Jerusalem Post

## Fordítás
- Ez a szócikk részben vagy egészben  a   Ronald Lauder című angol Wikipédia-szócikk ezen változatának fordításán alapul.  Az eredeti cikk szerkesztőit annak laptörténete sorolja fel. Ez a jelzés csupán a megfogalmazás eredetét és a szerzői jogokat jelzi, nem szolgál a cikkben szereplő információk forrásmegjelöléseként.